# Бертештій-де-Жос (комуна)
Бертештій-де-Жос (рум. Berteștii de Jos) — комуна у повіті Бреїла в Румунії. До складу комуни входять такі села (дані про населення за 2002 рік):
- Бертештій-де-Жос (930 осіб) — адміністративний центр комуни
- Бертештій-де-Сус (374 особи)
- Гура-Гирлуцей (6 осіб)
- Гура-Келмецуй (408 осіб)
- Ніколешть (5 осіб)
- Спіру-Харет (1589 осіб)

Комуна розташована на відстані 138 км на схід від Бухареста, 50 км на південь від Бреїли, 101 км на північний захід від Констанци, 69 км на південь від Галаца.

## Населення
За даними перепису населення 2002 року у комуні проживали 3312 осіб.
Національний склад населення комуни:
| Національність   | Кількість осіб | Відсоток |
| ---------------- | -------------- | -------- |
| румуни           | 3078           | 92,9%    |
| цигани           | 223            | 6,7%     |
| росіяни-липовани | 10             | 0,3%     |
| українці         | 1              | < 0,1%   |

Рідною мовою назвали:
| Мова       | Кількість осіб | Відсоток |
| ---------- | -------------- | -------- |
| румунська  | 3226           | 97,4%    |
| циганська  | 79             | 2,4%     |
| російська  | 6              | 0,2%     |
| українська | 1              | < 0,1%   |

Склад населення комуни за віросповіданням:
| Релігія       | Кількість осіб | Відсоток |
| ------------- | -------------- | -------- |
| православні   | 3289           | 99,3%    |
| п'ятдесятники | 20             | 0,6%     |
| римо-католики | 1              | < 0,1%   |
| баптисти      | 1              | < 0,1%   |
| атеїсти       | 1              | < 0,1%   |